# Хилл, Джон Уильям
Джон Уильям Хилл (англ. John William Hill; 1812—1879) — американский художник британского происхождения; работал технике акварели, гуаши, литографии и гравировки. Работы Хилла были сосредоточены главным образом на естественных предметах — пейзажи, натюрморты, а также орнитологические и зоологические темы.

## Биография
Родился 13 января 1812 года в Лондоне в семье британского акватинта-гравера Джона Хилла.
Вместе с родителями переехал из Англии в Соединенные Штаты в 1819 году, первоначально жили в Филадельфии. В 1822 году семья переехала в Нью-Йорк, где Джон стал учиться на гравера в отцовском магазине.
В 1829 году Хилл начал выставлять свои акварели и гравюры, произведенные в мастерской своего отца, в Бруклинской художественной ассоциации (англ. Brooklyn Art Association) и Национальной академии дизайна. В 1833 году, в возрасте 21 года, он был избран ассоциированным членом Национальной академии дизайна.
В 1838 году Хилл женился на Кэтрин Смит, у них родились дети — астроном Джордж Хилл и художник Генри Хилл.
В начале 1840-х годов он увлекся братством прерафаэлитов (англ. Pre-Raphaelite Brotherhood), вдохновлённый их идеями. В 1850 году в Нью-Йорке основал Нью-Йоркское акварельное общество, просуществовавшее короткое время и вошедшее в Американское общество акварелистов. В 1863 году вместе с художественным критиком Clarence Cook, геологом Clarence King и архитектором Russell Sturgis основал общество Society for the Advancement of Truth in Art.
В последние годы жизни художник сосредоточился на живописи, работая в горных районах Новой Англии и штата Нью-Йорк.
Умер 24 сентября 1879 года в городе West Nyack, штат Нью-Йорк.

## Труды
Картины и гравюры Джона Хилла находятся в коллекциях Бруклинского музея, Метрополитен-музея, а также в музеях Amon Carter Museum, Fogg Museum и Hood Museum of Art.

Некоторые работы
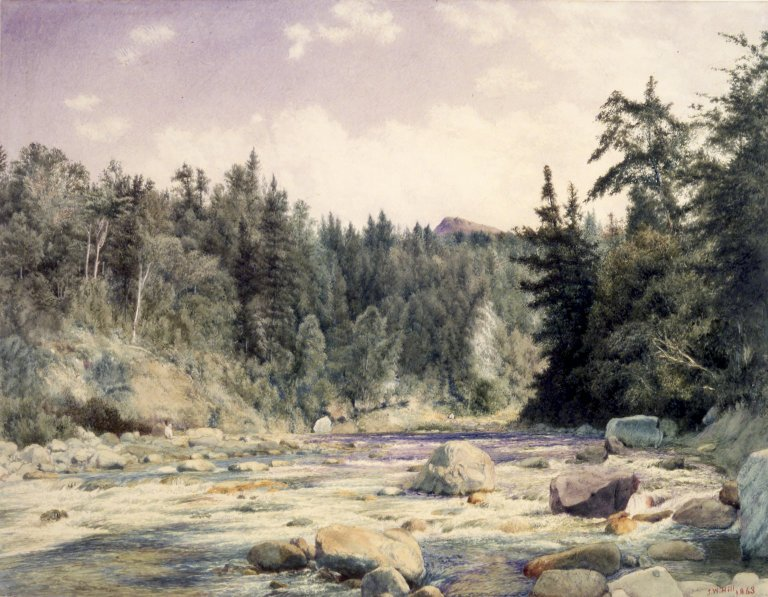
Mountain Stream
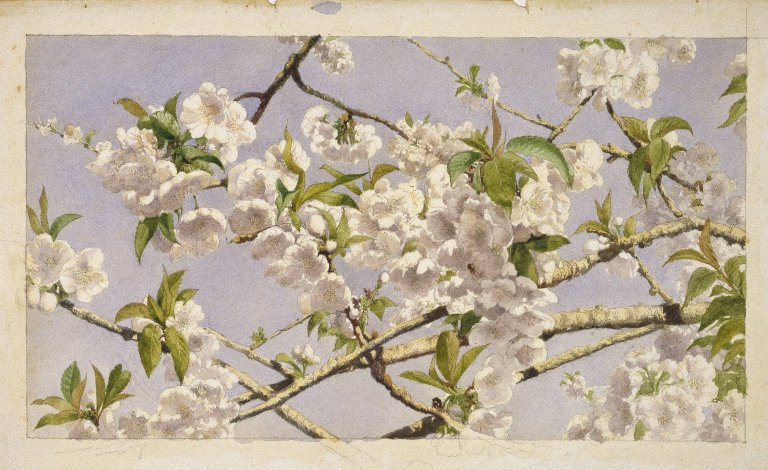
Apple Blossoms
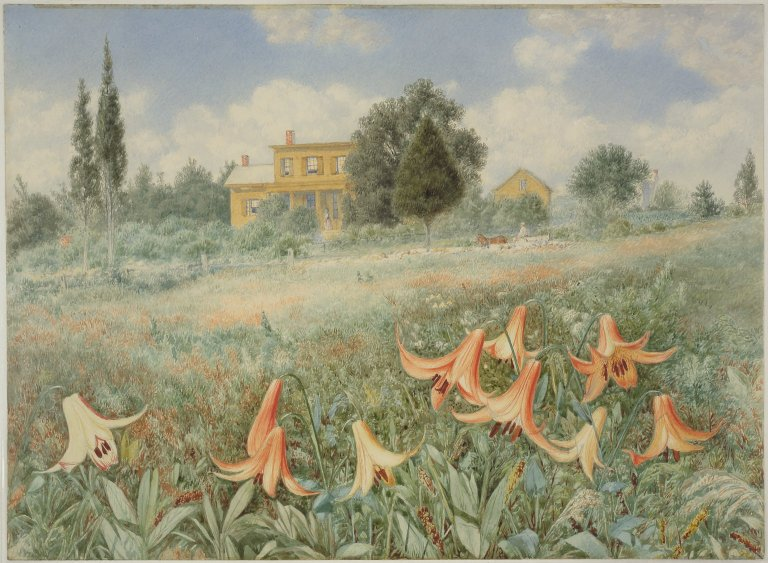
West Nyack, New York